# Obereopsis nilghirica
Obereopsis nilghirica là một loài bọ cánh cứng trong họ Cerambycidae.